# Ноеми Симонето де Портела
Ноеми Симонето де Портела (шп. Noemí Simonetto de Portela; Буенос Ајрес, 1. фебруар 1926 — Буенос Ајрес, 20. фебруар 2011) била је аргентинска атлетичарка, која се такмила у више дисциплина трчања и скокова. Трчала је на 100 метара, 80 м препоне и скакала удаљ, где је и постигла највећи успех. На Олимпијским играма 1948. у Лондону освојила је сребрну медаљу и тако постала прва жена из Аргентине која је освојила олимпијску медаљу у атлетици.
Рођена је у Буенос Ајресу, . Као млада почела се бавити атлетиком. Опробала се у више дисциплина. На јужноамеричким првенствима у атлетици 1941, 1943, 1945. и 1947. освојила је 17 медаља од чега 11 златних.
Са репрезентацијом Аргентине учествовала је на Олимпијским играма 1948. Такмичила се у три дисциплине 100 метара, 80 м препоне и скоку удаљ. На 100 метара била је трећа у другој групи квалификација са 13,10 и није се пласирала у полуфинале. У другој дисциплини 80 м са препонама испала је у полуфиналу, а у скоку удаљ резултатом 5,60 освојила је сребрну медаљу иза победнице Мађарице Олгр Ђармати (5,69 м).
Умрла је у Буенос Аиресу 20. фебруара 2011. у 85 години.